# 张源
张源（1917年—1993年），男，河南孟县人，中华人民共和国新闻工作者、政治人物，曾任中共宁夏回族自治区党委宣传部部长，宁夏回族自治区政协副主席。